# کنت نرووز (مریلند)
کنت نرووز (به انگلیسی: Kent Narrows) شهری در ایالت مریلند کشور ایالات متحده آمریکا است که جمعیت آن در سرشماری سال ۲۰۱۰ میلادی، ۵۶۷ نفر بوده‌است.